# USS Discovery

La USS Discovery nell'episodio Il contesto è per i re.

La USS Discovery è un'astronave immaginaria dell'universo di Star Trek, apparsa per la prima volta nella serie televisiva Star Trek: Discovery e successivamente anche nella serie antologica Star Trek: Short Treks. Appartiene alla Classe Crossfield ed è una nave scientifica commissionata dalla Flotta Stellare della Federazione Unita dei Pianeti.
È stata varata dai cantieri della Flotta Stellare di San Francisco, sulla Terra, nel 2245, con prefisso NCC-1031. Inizialmente sotto il comando di Gabriel Lorca, in seguito viene comandata da Christopher Pike e Saru. Segnalata come distrutta nel 2258, in realtà viaggia nel futuro fino all'anno 3189, dove viene aggiornata alla tecnologia del XXXII secolo e nuovamente varata con il prefisso NCC-1031-A, venendo comandata da Saru prima e infine da Michael Burnham. In un futuro sconosciuto viene abbandonata nello spazio. Nell'universo dello specchio, inoltre, appare con il prefisso ISS-1031.
A partire dal 3189, il computer della nave unitamente ai dati della Sfera generano inoltre un'intelligenza artificiale, che governa la Discovery con il nome di Zora.
Il motto dell'astronave, riportato sulla placca di dedica, cita Galileo Galilei: «Tutte le cose possono essere comprese una volta scoperte, il punto è scoprirle.»

## USSDiscovery(NCC-1031)

### Equipaggio
- Ufficiale Comandante
  - Capitano Gabriel Lorca (2256-2257)
  - Viceammiraglio Katrina Cornwell (2257)
  - Philippa Georgiou (2257)
  - Comandante Saru (2257, 2258)
  - Cap. Christopher Pike (2257-2258)
- Primo Ufficiale
  - Saru (2256-2258)
- Capo della Sicurezza
  - Comandante Ellen Landry (2256)
  - Tenente Ash Tyler (2256)
  - Comandante Nhan (2257-2258)
- Ufficiale Scientifico
  - Comandante Michael Burnham (2257-2258)
  - Sottotenente Linus (2257-2258)
- Capo ingegnere
  - Comandante Jett Reno (2257-2258)
- Navigatore motore a spore
  - Tenente Paul Stamets (2256-2258)
- Ufficiale operativo motore a spore
  - Tenente comandante Airiam (2256-2257)
  - Tenente Nilsson (2257-2258)
- Ufficiale timoniere
  - Tenente Keyla Detmer (2256-2258)
  - Tenente Haj (2257)
- Ufficiale addetto alle comunicazioni
  - Tenente Milton Richter (2256)
  - Tenente Ronald A. Bryce (2256-2258)
- Ufficiale operativo
  - Sottotenente Joann Owosekun (2256-2258)
  - Airiam (2257)
- Ufficiale medico
  - Tenente comandante Hugh Culber (2256, 2257-2258)
  - Tracy Pollard (2257-2258)
- Ufficiale Tattico
  - Tenente Gen Rhys (2256-2258)
- Ingegnere
  - Guardiamarina Sylvia Tilly (2256-2258)

## USSDiscovery(NCC-1031-A)

### Storia dell'astronave
A un certo punto, in futuro non precisato, per un motivo altrettanto sconosciuto, l'astronave viene abbandonata dal suo equipaggio nello spazio. All'intelligenza artificiale che governa l'astronave, viene impartito l'ordine di mantenere la posizione.

### Equipaggio
- Ufficiale Comandante
  - Capitano Saru (3189)
  - Cap. Michael Burnham (3189-)
- Primo Ufficiale
  - Saru (3189, 3190-)
  - Michael Burnham (3189)
  - (pro tempore) Sylvia Tilly (3189–3190)
- Capo della Sicurezza
  - Nhan (3189)
- Ufficiale scientifico
  - Michael Burnham (3189)
  - Linus (3189-)
- Capo ingegnere
  - Jett Reno (3189-)
- Navigatore motore a spore
  - Com. Paul Stamets (3189-)
  - Cleveland Booker (3190)
- Ufficiale operativo motore a spore
  - Tenente comandante Nilsson (3189-)
- Ufficiale timoniere
  - Ten. com. Keyla Detmer (3189-)
  - Haj (3189)
- Ufficiale addetto alle comunicazioni
  - Ten. com. Ronald A. Bryce (3189, 3190)
  - Tenente Christopher (3190-)
- Ufficiale operazioni
  - Ten. com. Joann Owosekun (3189-)
- Ufficiale medico
  - Com. Hugh Culber (3189-)
  - Ten. com.Tracy Pollard (3189-)
- Ufficiale tattico
  - Ten. com. Gen Rhys (3189-)
- Ingegnere
  - Sottotenente Sylvia Tilly (3189)
  - Guardiamarina Adira (3189-)
- Consulente
  - Cleveland Booker (3189-)

## ISSDiscovery(NCC-1031)

### Equipaggio
- Ufficiale Comandante
  - Sylvia Tilly (2257)

## Zora
Zora è l'intelligenza artificiale che governa la USS Discovery ed è emersa grazie alla memoria della Sfera salvata nel computer dell'astronave. Appare per la prima volta nel cortometraggio Calypso, della prima stagione della serie antologica Star Trek: Short Treks, dove viene doppiata originalmente dall'attrice Annabelle Wallis e viene interpretata fisicamente dall'attrice Sash Striga, che ne impersona l'avatar digitale.

### Storia del personaggio
In un futuro imprecisato la Discovery e la sua I.A. vengono abbandonate nello spazio dal suo equipaggio, con l'ordine di mantenere la posizione. Dopo un migliaio d'anni l'astronave viene trovata da un uomo di nome Craft, che vi approda con la sua capsula di salvataggio V'draysh, alla deriva nello spazio, dove viene catturato dal raggio traente della Discovery. Craft fa conoscenza con Zora, che non può riportarlo al suo pianeta a causa dell'ordine di mantenere la posizione e la presenza di una sola navetta a bordo che, dopo tutto quel tempo, è inutilizzabile.
I due passano il tempo guardando vecchi film e col tempo divengono intimi. In particolare Cenerentola a Parigi (Funny Face, 1957) di Stanley Donen, con Audrey Hepburn e Fred Astaire. Zora crea così un proprio avatar che le permette di danzare con Craft sul ritmo della musica del film. Rendendosi conto che Craft vuole tornare dalla sua famiglia, Zora riesce a far partire la navetta, che equipaggia e che permette a Craft di ritornare a casa.